# Gösgens kärnkraftverk
Gösgens kärnkraftverk är ett kärnkraftverk som producerar elektrisk kraft i kommunen Däniken vid floden Aare, i kantonen Solothurn i norra Schweiz. Det är Schweiz näst största kärnkraftverk mätt på produktionskapacitet. Anläggningen ägs av energiföretaget Kernkraftwerk Gösgen-Däniken AG. Bygget startade 1973.
Kraftverket har en tryckvattenreaktor som togs i drift 1979. Installerad maximal effekt är 1 020 MW (netto 970 MW), och årsproduktionen 2006 var cirka 7,96 TWh elektrisk kraft.

## Reaktorer
| Station   | Typ | Netto- effekt | Byggstart  | Första kritikalitet | Första nätanslutning | Kommersiell drift |
| --------- | --- | ------------- | ---------- | ------------------- | -------------------- | ----------------- |
| Gösgens 1 | PWR | 1020 MWe      | 1973-12-01 | 1979-01-20          | 1979-02-02           | 1979-11-01        |